# Paul Kraske

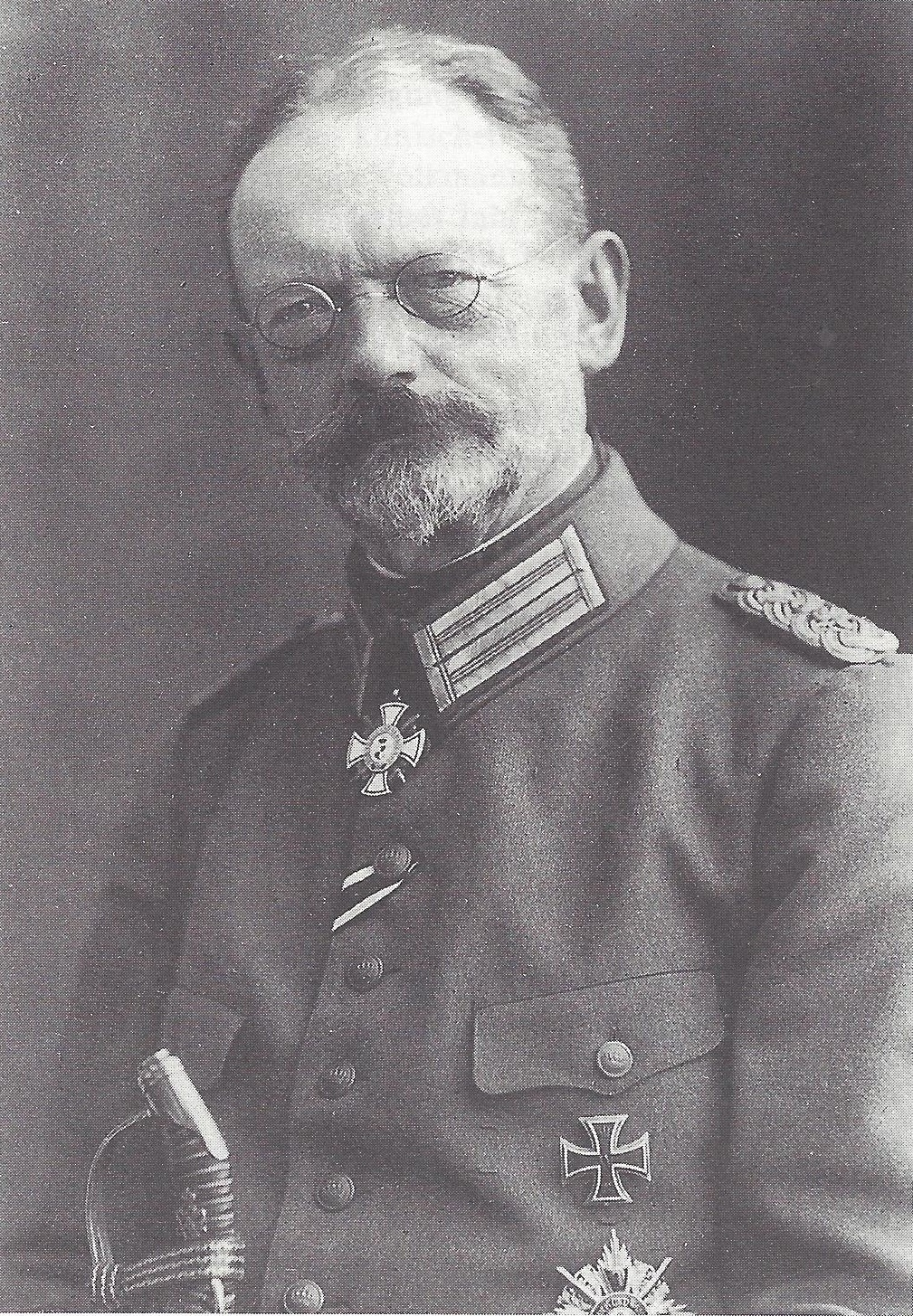
Paul Kraske

Paul Kraske (* 2. Juni 1851 in Berg; † 15. Juni 1930 in Freiburg im Breisgau) war ein deutscher Chirurg, Sanitätsoffizier und Hochschullehrer in Freiburg.

## Leben

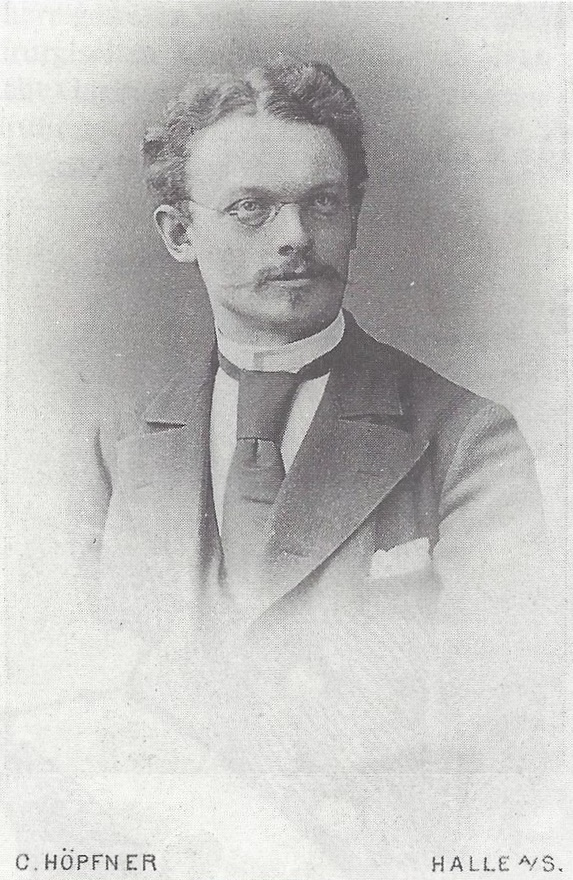
Paul Kraske als Student, um 1873

Kraske besuchte das Gymnasium in Sorau und das Augustum-Annen-Gymnasium in Görlitz. Nach dem Abitur studierte er Medizin an der Friedrichs-Universität Halle. Er wurde 1870 im Corps Normannia-Halle aktiv und zeichnete sich als Consenior und Senior aus. Er wechselte als Inaktiver an die Universität Leipzig, kehrte aber nach Halle zurück. 1870/71 nahm er am Deutsch-Französischen Krieg teil. Das Staatsexamen bestand er 1874. Die Friedrichs-Universität promovierte ihn im selben Jahr zum Dr. med. Danach war er Volontär in der Chirurgischen Klinik der Schlesischen Friedrich-Wilhelms-Universität. 1875 wurde er als Assistenzarzt  von Richard von Volkmann eingestellt. 1878 habilitierte er sich.
Im Jahr 1883 folgte er dem Ruf der Albert-Ludwigs-Universität Freiburg auf den Lehrstuhl für Chirurgie. 1888 bewirkte er einen Neubau der Universitätsklinik. An der Freiburger Universität machte er sich auch in organisatorischer Hinsicht einen Namen. Er setzte sich für die Unterteilung der Chirurgie ein und richtete vier planmäßige Extraordinariate ein. Er entwickelte die sakrale Rektumresektion. 1884 hatte er bereits einen hochsitzenden Mastdarmkrebs operiert. Im Februar 1890 operierte er Eduard Salomon, der im Duell Vering–Salomon schwer verletzt worden war und sechs Tage später starb. 1900/01 war Kraske Prorektor der Albert-Ludwigs-Universität. Seine Antrittsrede befasste sich mit der Entwicklung der Medizin im 19. Jahrhundert. 1919 emeritiert, starb er im Alter von 79 Jahren. Sein Sohn Hans Kraske wurde ebenfalls Chirurg.

## Militärische Laufbahn
Am 7. August 1870 trat Kraske als Einjährig-Freiwilliger in das Ersatzbataillon des Füsilier-Regiments „Königin“ (Schleswig-Holsteinisches) Nr. 86 der Preußischen Armee ein. Mit ihm zog er am 6. Oktober 1870 in den Krieg gegen Frankreich. In der 1. Kompanie am 25. Oktober 1870 zum Gefreiten und am 21. Juli 1871 zum Unteroffizier befördert, wurde er nach dem Friedensschluss am 7. August 1871 als Reserveoffizier entlassen.
Als Unterarzt der Reserve kam er am 19. März 1875 zum 4. Thüringischen Infanterie-Regiment Nr. 72. Als Assistenzarzt II. und I. Klasse der Reserve diente Kraske ab 1875 bei der 57. Infanterie-Brigade. Beim 5. Badischen Infanterie-Regiment Nr. 113 wurde er Stabsarzt (1883), Oberstabsarzt II. Klasse (1886), Oberstabsarzt I. Klasse (1892), Divisionsarzt (1897) und Generaloberarzt (1898).
Als solcher am 26. November 1899 à la suite des Sanitätskorps gestellt, war er ab dem 18. August 1900 Generalarzt und beratender Chirurg des XIV. Armee-Korps. Die Kaiser-Wilhelms-Akademie für das militärärztliche Bildungswesen ernannte ihn im Mai 1901 zum außeretatmäßigen Mitglied des wissenschaftlichen Senats. Als Generalarzt à la suite des Sanitätskorps erhielt er am 15. November 1904 den Rang als Generalmajor.

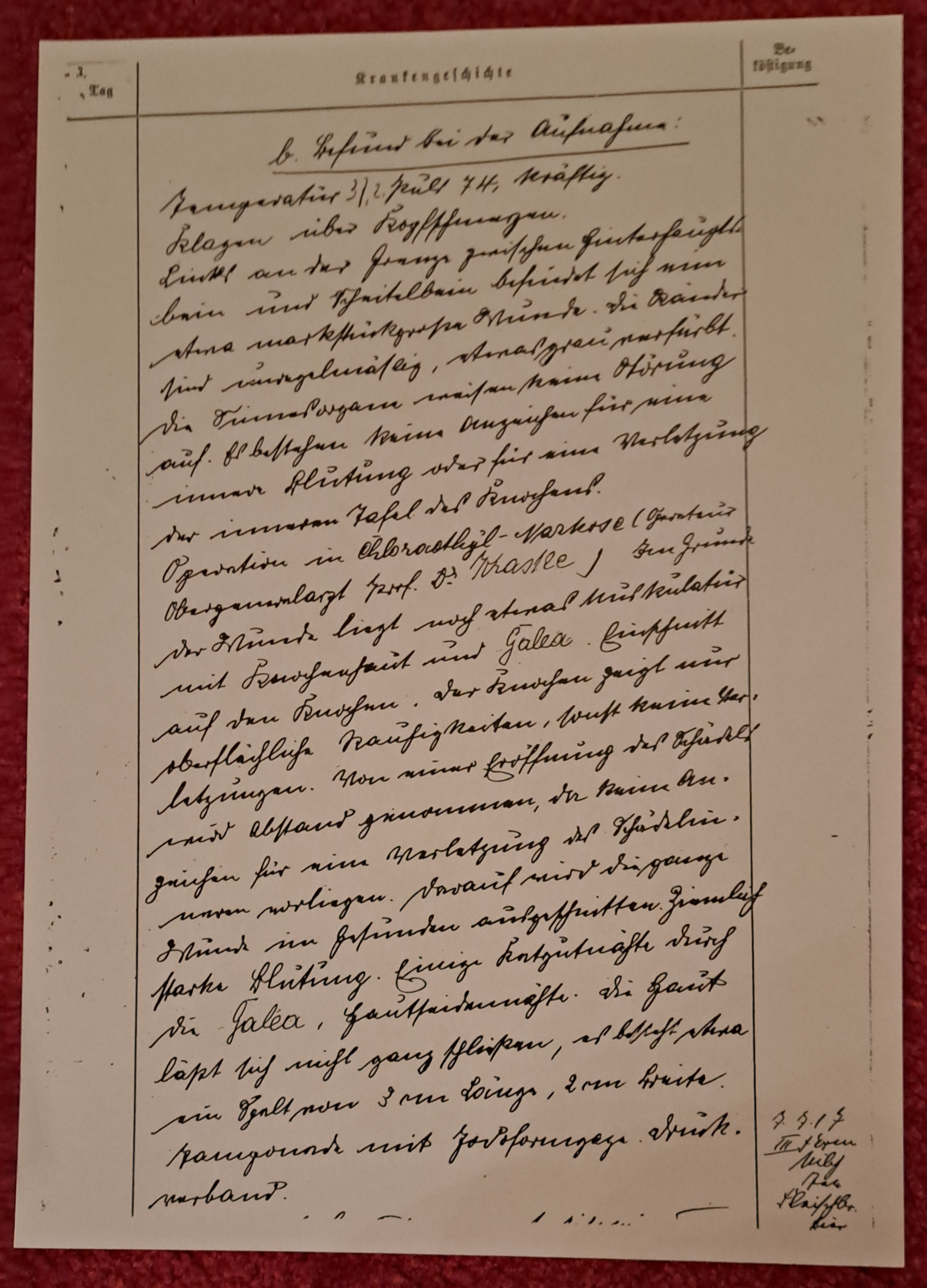
Kraskes Bericht über die Operation der Kopfwunde des „Roten Barons“, Rittmeister Manfred Freiherr von Richthofen

Am 8. Juli 1917 war er der Operateur, der die Kopfwunde des abgeschossenen Rittmeisters Manfred Freiherr von Richthofen, im Feldlazarett Nr. 76 in Kortrik, chirurgisch versorgte. Er wird im Krankenblatt als Obergeneralarzt Prof. Dr. Kraske genannt.
1918 wurde er mit 67 Jahren als Obergeneralarzt à la suite gestellt.

## Veröffentlichungen (Auswahl)
- Zur Exstirpation hochsitzender Mastdarmkarzinome. In: Archiv für klinische Chirurgie. Band 33, 1886, S. 563 ff.
- Ueber die Behandlung der Entzündung. Eine akademische Rede. Freiburg 1900.
- Ueber künstliche Athmung und künstliche Herzbewegung. In: Archiv für klinische Chirurgie. Band 36, 1887, S. 913–924.
- Die sacrale Methode der Exstirpation von Mastdarmkrebsen und die Resectio recti. In: Berliner Klinische Wochenschrift. Band 24, Nr. 48, 1887, S. 899–918.

## Ehrungen
- Landwehrdienstauszeichnung I. Klasse[5] am 20. Januar 1883
- Ehrenkreuz von Schwarzburg III. Klasse[5] am 19. April 1874[6]
- Ritter II. Klasse des Hausordens Albrechts des Bären[5] am 23. November 1879
- Regierungs-Jubiläums-Medaille von 1902 im April 1902
- Königlicher Kronen-Orden II. Klasse[5] am 2. August 1906
- Komturkreuz II. Klasse des Militär- und Zivildienst-Ordens Adolphs von Nassau[5] am 17. September 1906
- Rote Kreuz-Medaille III. Klasse[5] im Jahre 1908
- Friedrich-Luisen-Medaille[5] im Jahre 1908
- Komturkreuz I. Klasse am Bande mit Schwertern des Ordens vom Zähringer Löwen am 19. Oktober 1914
- Badischer Geheimer Hofrat
- Ehrenkreuz II. Klasse des Fürstlichen Hausordens von Hohenzollern mit Schwertern am 6. November 1914
- Roter Adlerorden II. Klasse mit Schwertern
- Mitglied der Deutschen Akademie der Naturforscher Leopoldina (1930)